# Galdieriaceae
Galdieriaceae Merola, Castaldo, De Luca, Gambardella, Musacchio & Taddei, 1981, no sistema de classificação de Hwan Su Yoon et al. (2006), é o nome botânico de uma família  de algas vermelhas unicelulares da ordem Cyanidiales, classe
Cyanidiophyceae.

## Gêneros
- Galdieria Merola et al., 1982.